# ВЕС Еїґерсун
ВЕС Еїґерсун (нюн. Egersund) — норвезька наземна вітроелектростанція, для розміщення якої обрали округ Ругаланн у регіоні Вестланн (південно-західне узбережжя країни, що виходить до Північного моря).
Станція складатиметься із 33 турбін німецької компанії Senvion потужністю 3,4 МВт, кожна з діаметром ротора 114 м. Загальна потужність ВЕС становитиме 112 МВт, розрахункове середньорічне виробництво електроенергії — 400 млн кВт·год.
У квітні 2017-го, після завершення підготовчих робіт (спорудження доріг, фундаментів), розпочалося завезення елементів вітроагрегатів на місце майбутньої ВЕС. До монтажу планують приступити не пізніше травня із введенням електростанції в експлуатацію осінню 2017 року.